# Wessiszell
Wessiszell ist ein Ortsteil der Gemeinde Dasing und eine Gemarkung im Landkreis Aichach-Friedberg (Bayern).

## Lage
Das Pfarrdorf befindet sich etwa zwei Kilometer südöstlich von Dasing an der Kreisstraße AIC 21 am Wessiszellbach.

## Geschichte
1121 wird Wessiszell erstmals urkundlich erwähnt. Am 1. Januar 1972 wurde die bis dahin selbständige Gemeinde Wessiszell mit ihren Ortsteilen Heimat und Sankt Franziskus eingemeindet. 

## Sehenswürdigkeiten
- Katholische Pfarrkirche Zu den Unschuldigen Kindern[2]: Saalbau mit eingezogenem Chor und nördlichem Zwiebelturm, im Kern spätmittelalterlich, Ende des 17. Jahrhunderts verändert, Turm 1712 erhöht; mit Ausstattung

Siehe auch: Liste der Baudenkmäler in Wessiszell